# Eulasia aurantiaca
Eulasia aurantiaca är en skalbaggsart som beskrevs av Reiter 1890. Eulasia aurantiaca ingår i släktet Eulasia och familjen Glaphyridae. Inga underarter finns listade i Catalogue of Life.